# 西泠桥

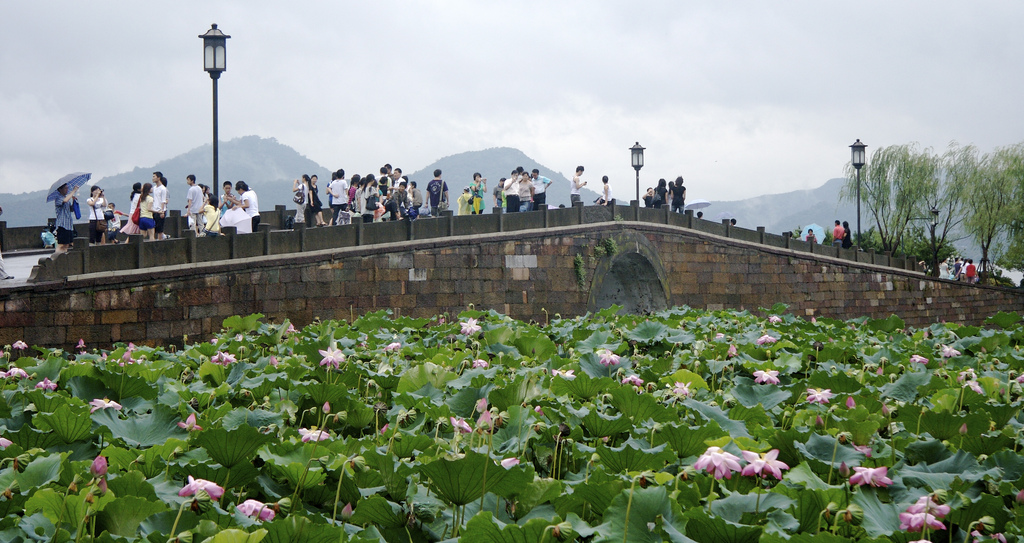
西泠桥

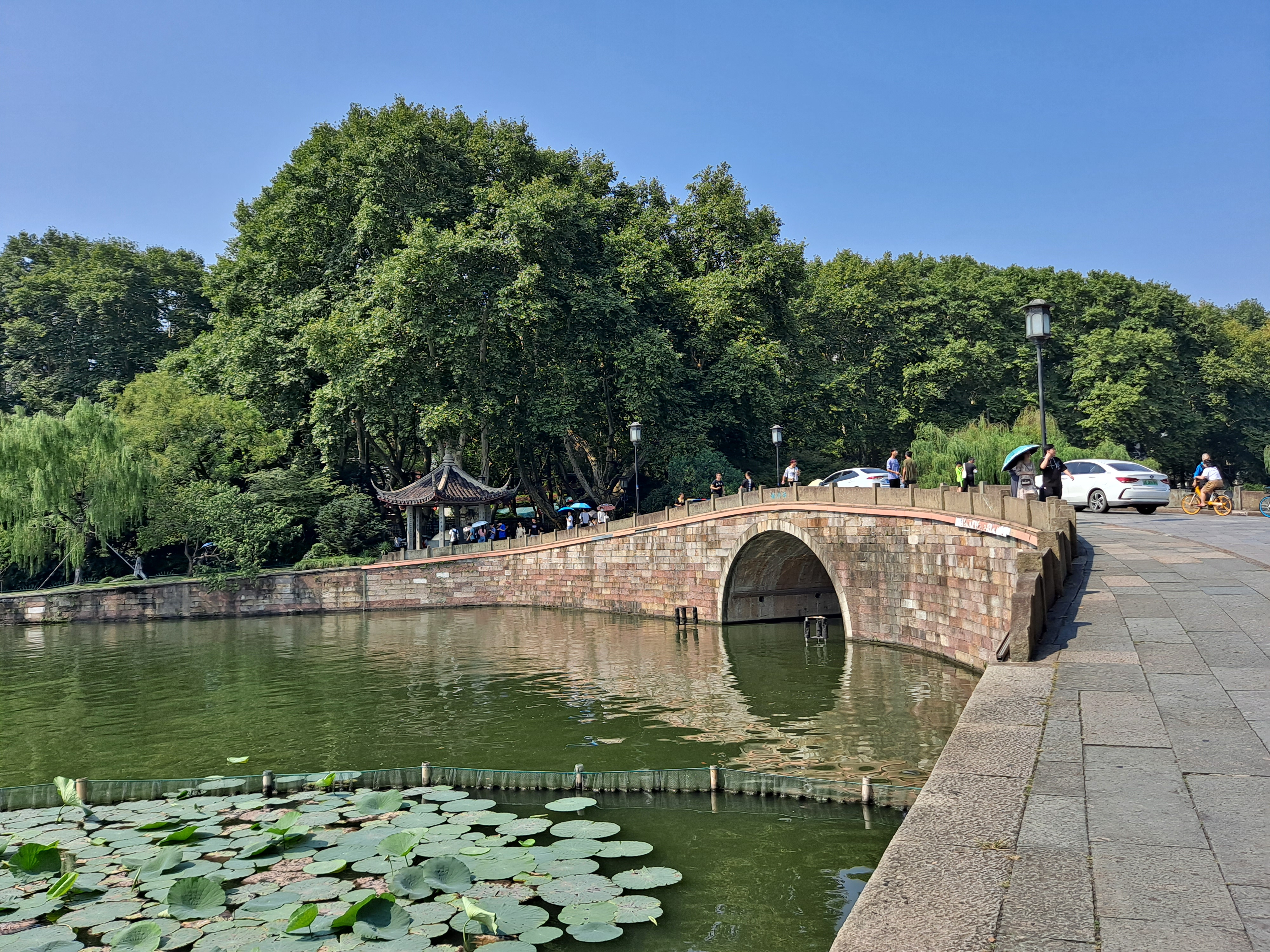
西泠桥

西泠桥，位于杭州西湖孤山西侧，连接北山路与孤山，为石拱桥结构。
桥北侧有南齐名妓苏小小墓，墓上建有石亭，名“慕才亭”。桥南侧的草坪上立有清末革命烈士秋瑾墓及汉白玉雕像，雕像基座上有孙中山手书“巾帼英雄”四字。